# Gerberstraße (Leipzig)
Die Gerberstraße ist eine Hauptverkehrsstraße in der Leipziger Nordvorstadt. Ihr Name geht auf das ehemalige Gerberviertel zurück, das auch Hallische Vorstadt genannt wurde.

## Lage und Bebauung
Die Gerberstraße beginnt am Tröndlinring und führt nach Norden. Nach 440 Metern geht sie, nachdem sie die Parthe überquert hat, an der Kreuzung Ufer- / Berliner Straße in die Eutritzscher Straße über. Die Gerberstraße ist die wichtigste Ausfallstraße nach Norden. Sie ist sechsspurig ausgebaut und besitzt einen zehn Meter breiten begrünten Mittelstreifen. Die begleitenden Fuß- und Radwege verlaufen vorwiegend hinter äußeren Grünstreifen.
Die Bebauung der östlichen Seite beginnt mit dem Erweiterungsbau des Hotels Astoria, an den sich der Giebel eines senkrecht zur Straße stehenden zehngeschossigen Wohngebäudes anschließt. Dann folgt, von der Straße 15 Meter zurückgesetzt und zu ihr parallel, ein 150 Meter langer zehnstöckiger Wohnblock, an den sich bis zur Parthe Parkplätze anschließen. Beide Wohnblocks enthalten zusammen etwa 500 Wohnungen.

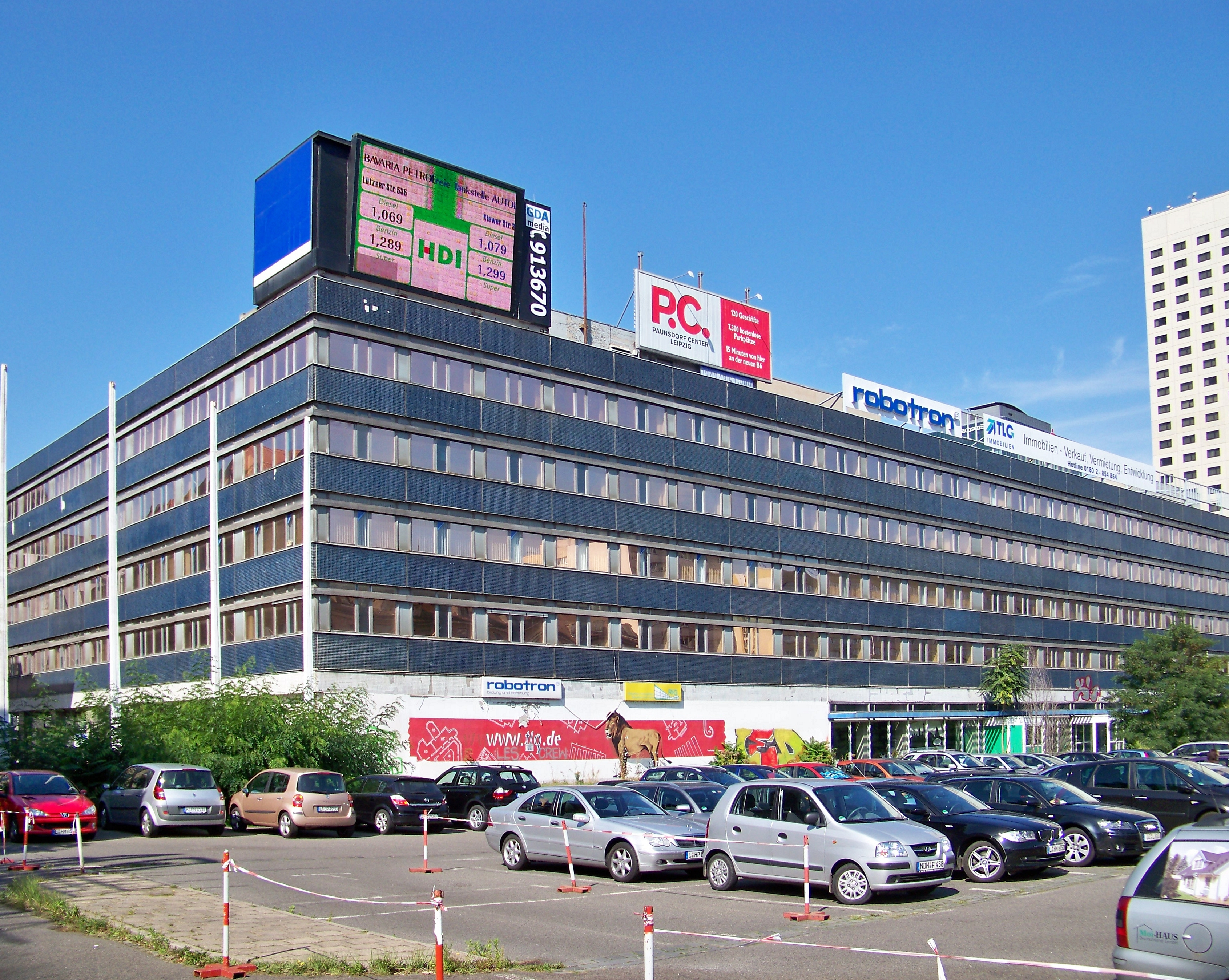
Das ehemalige Leipziger Robotron-Gebäude (2009)

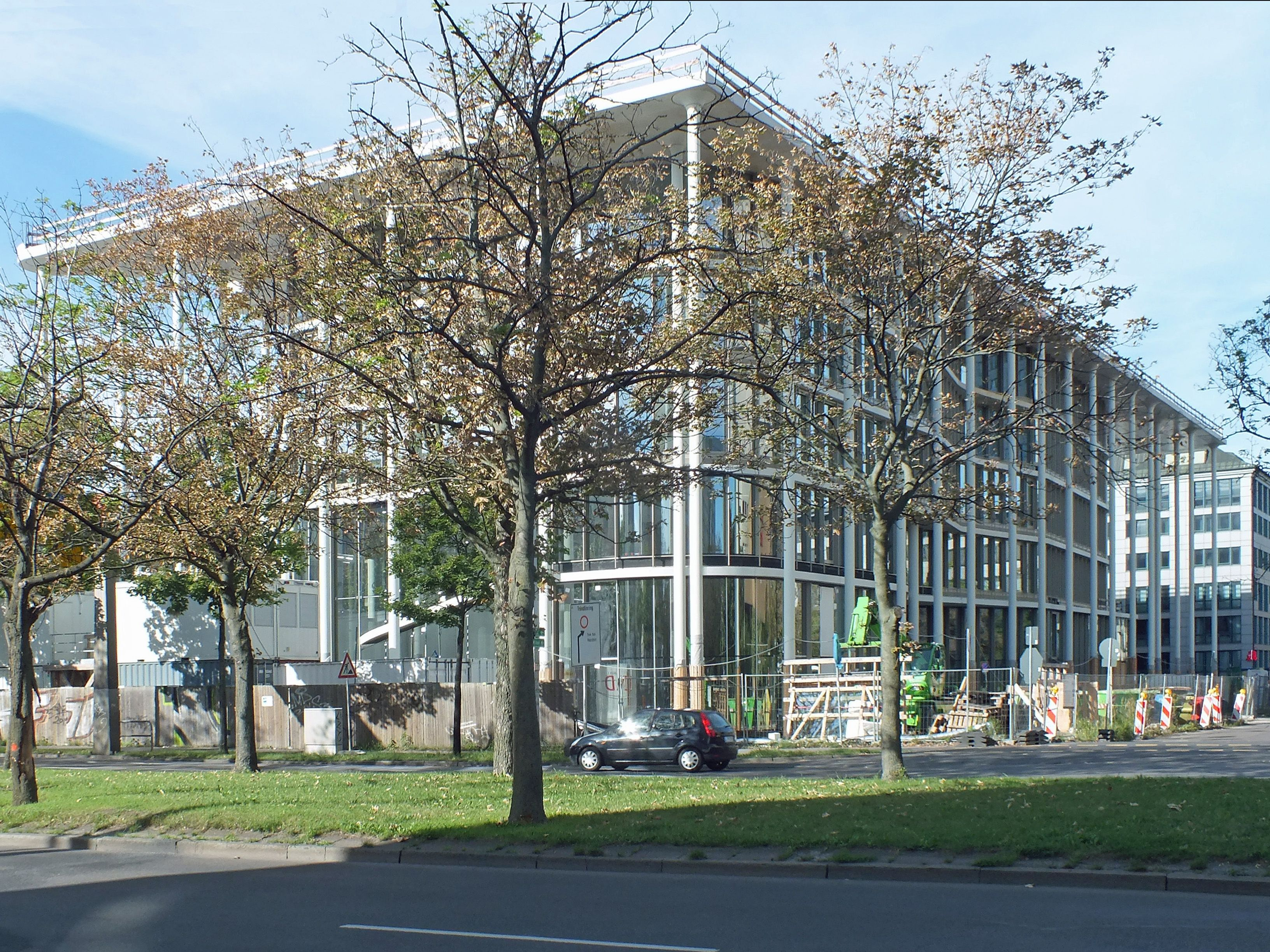
Sächsische Aufbaubank (an gleicher Stelle im Bau, 2020)

Auf der westlichen Seite der Straße weist zunächst die Schmalseite des InterCityHotels Leipzig zur Gerberstraße. Dann folgt auf dem Gelände des ehemaligen Robotron-Gebäudes die Zentrale der Sächsischen Aufbaubank (2020 noch im Bau). Als Blickfang der Straße gilt schließlich das 96,8 Meter hohe Hotel „The Westin Leipzig“, das 1981 als Interhotel „Merkur“ eröffnet wurde. Bis zur Parthe folgen wiederum Parkplätze, deren Bebauung bereits in Planung ist.

## Geschichte
Im 12. Jahrhundert entstand vor dem Hallischen Tor eine Handwerkersiedlung, in der vor allem Gerber, zumeist Lohgerber, tätig waren, da sie ihrem Gewerbe wegen der Geruchsbelästigung und des Wasserbedarfs in der Innenstadt nicht nachgehen konnten. Außerdem nutzten sie die großen benachbarten Wiesen. Der Lauf der Parthe, die ehemals bis an die Innenstadt heranreichte, wurde nach Norden verlegt und zu beiden Seiten der Siedlung wurden künstliche Wasserläufe angelegt. Am nordwestlichen Ende der Siedlung entstand eine Lohmühle zur Aufbereitung der pflanzlichen Gerbmittel aus Fichten- und Eichenrinden.

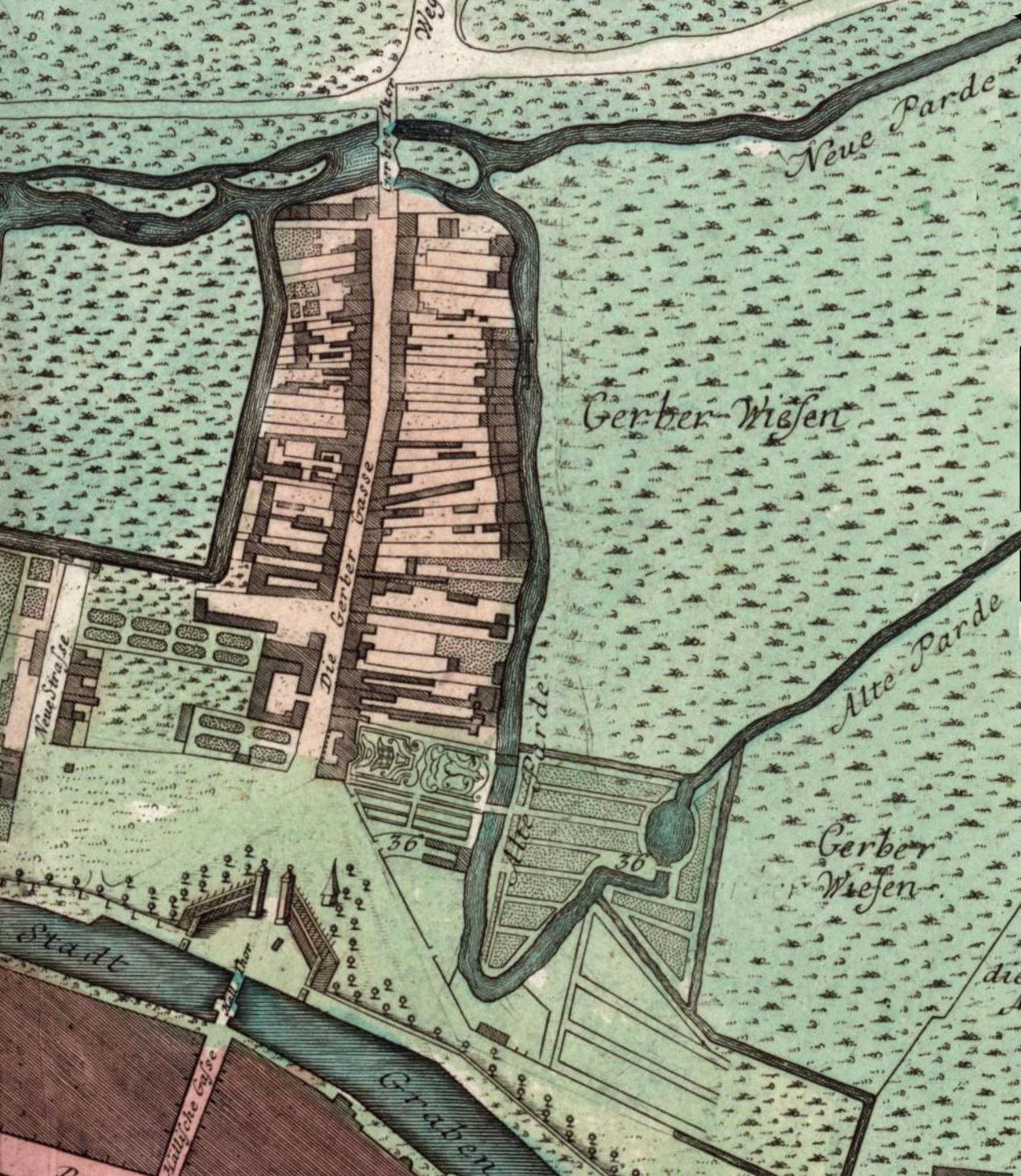
1749
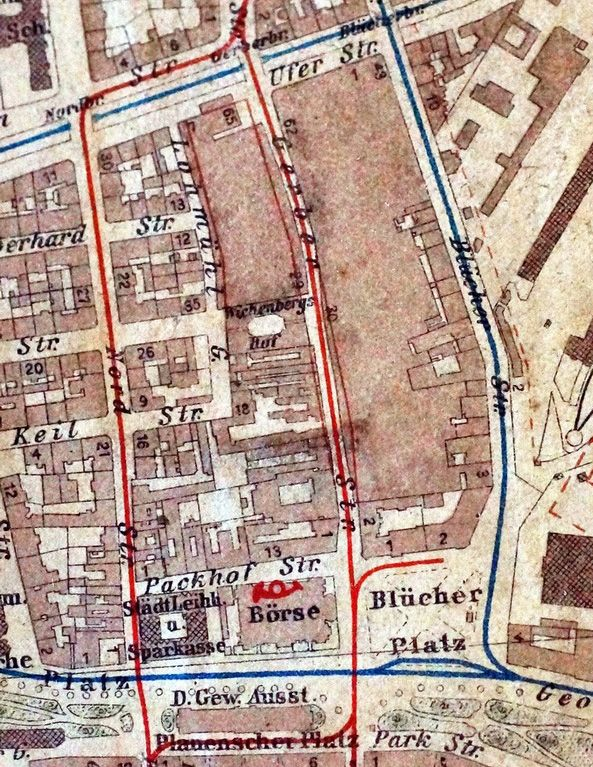
1903
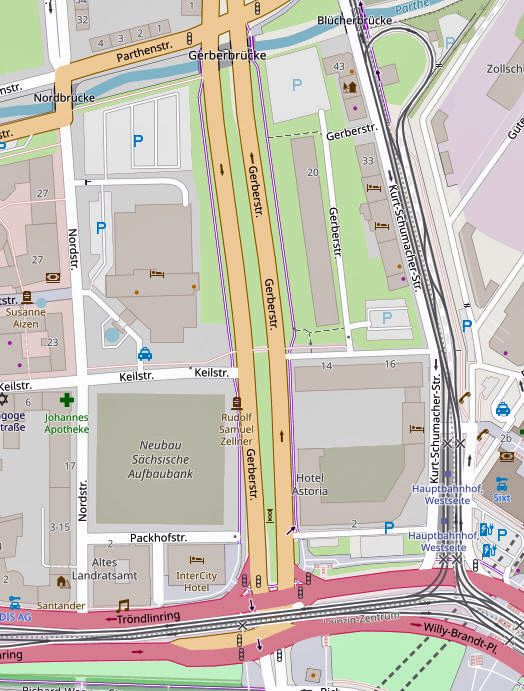
2020

Die Siedlung war eine Gasse mit etwa 90 schmalen Grundstücken. Sie war aber auch Durchgang der Fernhandelsstraße Via Imperii neben allem anderen Verkehr, der von Norden die Stadt erreichte. Sie war gepflastert und wurde deshalb auch als Hallischer Steinweg bezeichnet und das Viertel auch als Hallische Vorstadt. Am Nordrand, hinter der Brücke über die Parthe, wo sich auch das Äußere Hallische Tor (auch Gerbertor) befand, wurde als Weichbildzeichen der Stadt 1536 ein Steinkreuz aus Rochlitzer Porphyr aufgestellt, so wie jenes, das als Connewitzer Kreuz heute noch existiert.
Im Schmalkaldischen Krieg wurde das Gerberviertel 1546 eingeäschert, bald aber wieder aufgebaut, wobei sich in der Folgezeit zunehmend andere Gewerbe niederließen, vornehmlich Ausspann- und Gasthöfe mit Wohn- und Gewerbeanlagen in den hinteren Grundstücksbereichen. 1723 wurde der Name Gerbergasse offiziell, der 1850 der Gerberstraße wich.
1744 ließ sich der Ratsherr Johann Christoph Richter am Beginn der Gerbergasse sein Landhaus erbauen, an das sich ein Park anschloss und das nach dem Bau des neuen Waagehauses 1820 auf dem benachbarten Platz von der Stadt als Akzisehaus genutzt wurde. 1857 wurde auf den östlichen Gerberwiesen der Thüringer Bahnhof errichtet und in den Folgejahren entlang der Hinterhausseite der Gerberstraße die Blücherstraße (heute Kurt-Schumacher-Straße) angelegt und bebaut. Die Parthegräben wurden verfüllt. An den westlichen Hinterhäusern entstand die Lohmühlgasse. Als repräsentative Bauten am Eingang der Gerberstraße entstanden 1886 die Neue Börse und 1914 das Hotel Astoria.
Im Zweiten Weltkrieg wurde insbesondere der südliche Teil des Straßenbereiches stark zerstört, während im nördlichen noch mehr als zwanzig Häuser aus vorindustrieller Zeit erhalten waren. Diese wurden in der zweiten Hälfte der 1960er Jahre abgerissen, um Platz für die 1968 beginnende Aufweitung der Gerberstraße und die Bauten an ihr zu gewinnen.

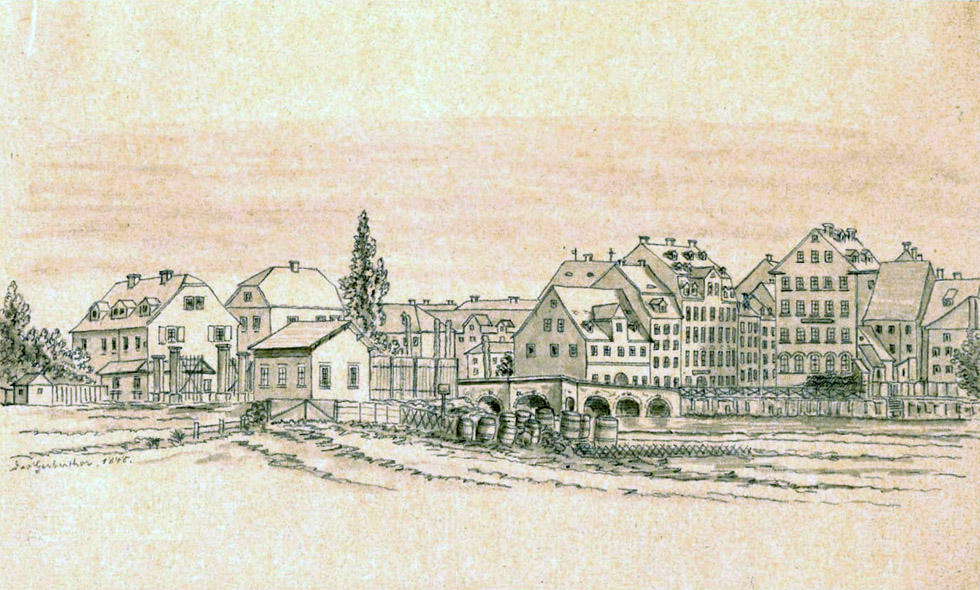
Gerbertor und Gerberbrücke (1848)
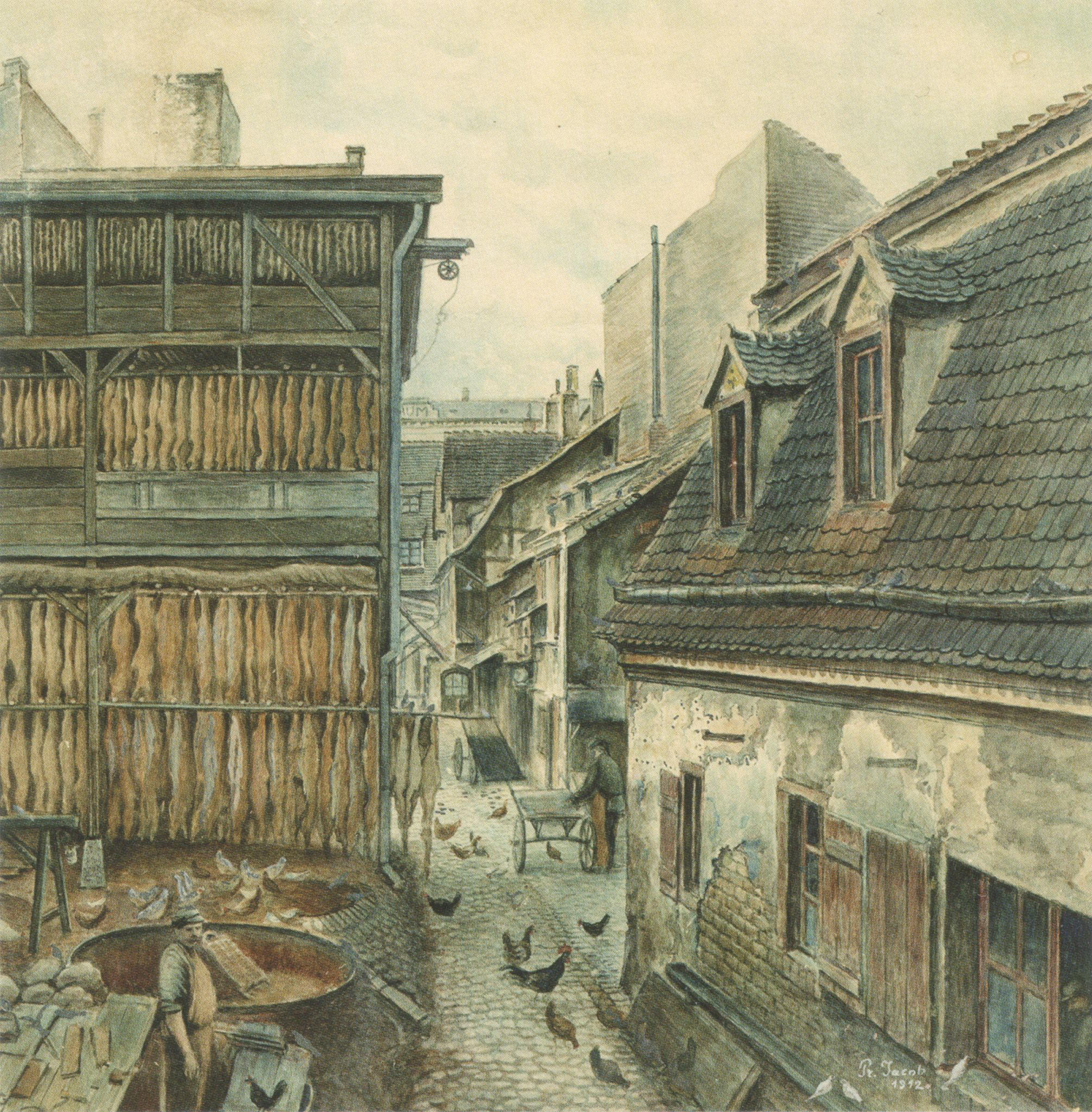
Lohgerberei Naumann, Gerberstraße 8 (1912)
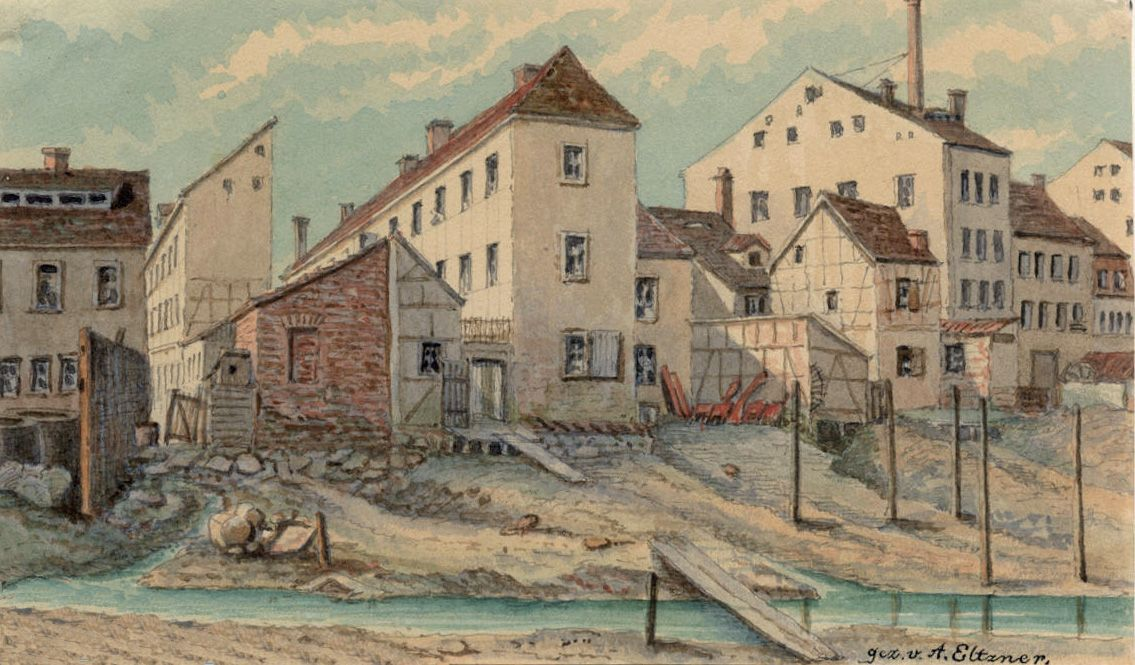
Hinterhäuser mit Alter Parthe (1850)
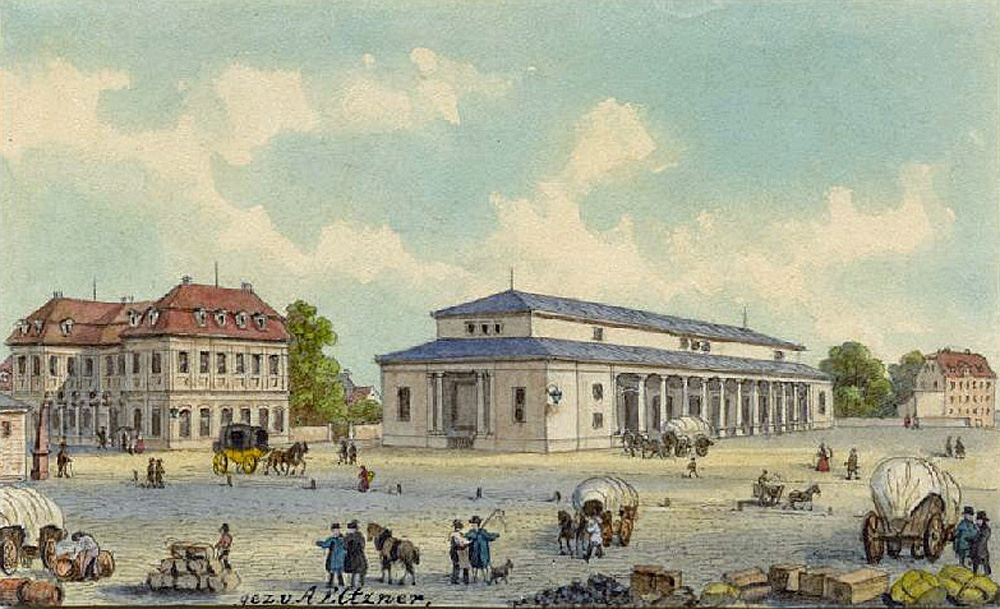
Neue Waage und Akziseamt, ehemals Richters Haus (1850)
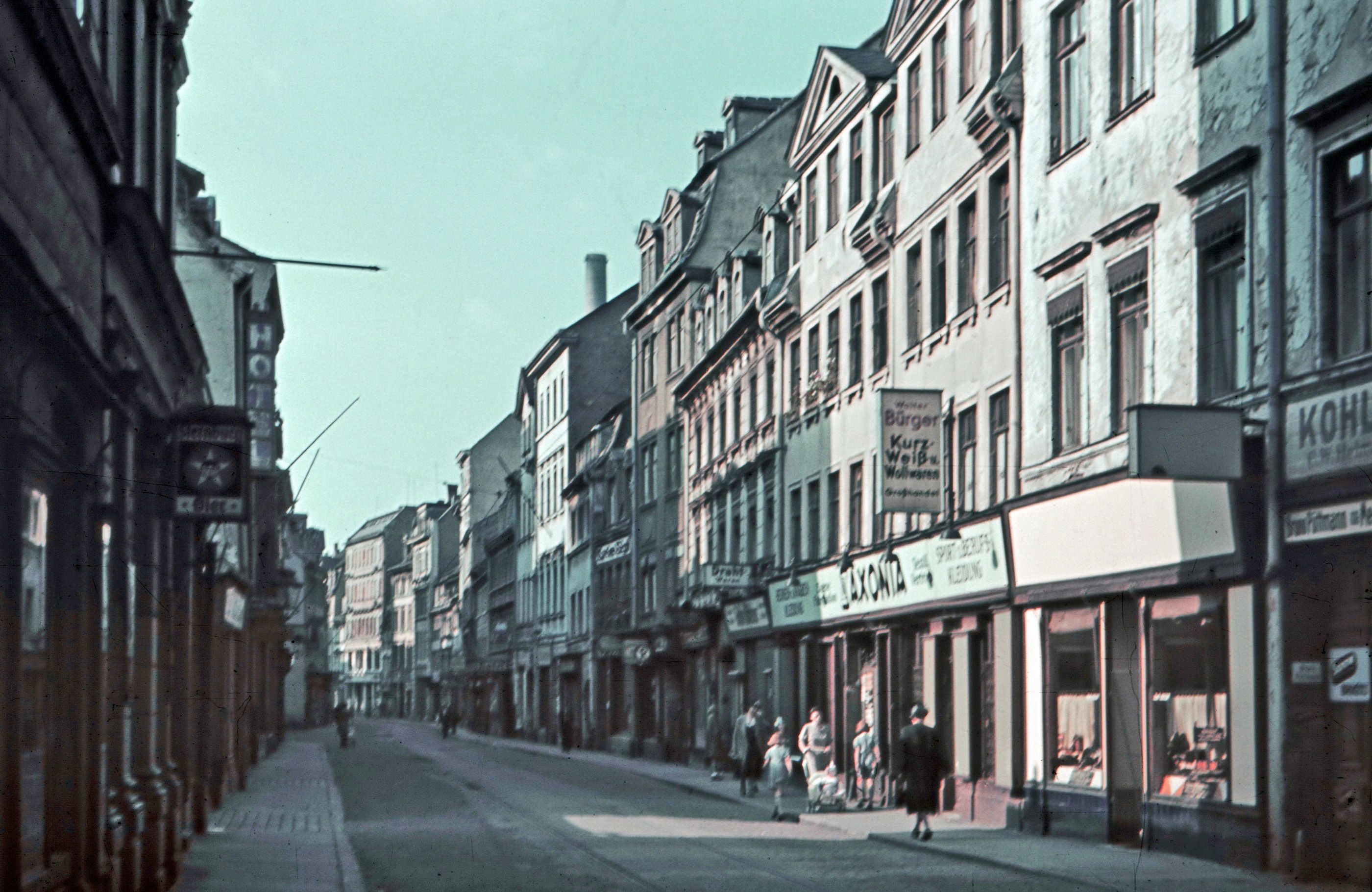
Gerberstraße nach Norden (1940)